# Ауэршперг, Адольф фон
Князь Адольф Вильгельм Карл Даниэль фон Ауэршперг (нем. Adolf Carl Daniel Fürst von Auersperg; 21 июля 1821 — 5 января 1885) — австро-венгерский государственный деятель; министр-президент Цислейтании в 1871—1879 годах.

## Биография
Адольф Вильгельм Карл Даниэль фон Ауэршперг родился 21 июля 1821 года во Влашиме. Представитель медиатизованного рода имперских князей Ауэршпергов, сын Карла Вильгельма II князя Ауэршперга воеводы Кочевского (1782—1827), и Фредерики Генриеты графини фон Ленсэ (1791—1860). Правнук по материнской линии русского генерала от кавалерии Леонтия Беннигсена. Младший брат князя Карла Вильгельма фон Ауэршперга — министр-президента Цислейтании в 1867—1868 годах.
Учился на юриста, затем в течение 14 лет служил в кавалерии, майор драгунского полка имени Евгения Савойского. В 1867 году был избран в ландтаг Богемии, стал его председателем. С 1870 года — наместник (ландпрезидент) Зальцбурга. В 1871 году был избран почётным гражданином Зальцбурга. В 1871—1879 годах занимал пост министр-президента Цислейтании.
В 1873 году правительство Ауэршперга провело реформу избирательного законодательства: число депутатов Палаты депутатов Рейхсрата увеличено с 203 до 353, избирательное право предоставлено мужчинам старше 24 лет, платящим налог в размере не менее 10 гульденов. В результате избирателями стали около 6 % жителей. Ауэршперг занимался также реформированием высшего судебного управления.
В 1879—1885 годах — президент Высшей счётной палаты Цислейтании.

## Брак и дети
Адольф Ауэрспергский был женат дважды. Впервые он женился в 1845 году в Праге на баронессе Алоизии Младотовой Солописской (1820–1849) из старочешского дворянства. Первый брак остался бездетным.
Адольф женился во второй раз в 1857 году во Влашиме на венгерской дворянке графине Йоханне Фештетич из Толны (1830–1884). Ее младшая сестра Эрнестина уже стала женой старшего брата Адольфа, принца Карла Вильгельма фон Ауэршперг. От второго брака Адольфа родилось пятеро детей:
- Карл, 9-й принц Ауэрспергский[нем.] (1859-1927), тайный советник, полковник, потомственный член Палаты лордов, кавалер ордена Золотого руна, владелец поместья Влашим[нем.], женился в 1885 г. на Элеоноре Бройнер-Энкеворт (1864-1920), 5 детей,
- Иоганна (1860-1922), вышла замуж в 1885 г. за Алена Бенджамина, принца Роган[чеш.] (1853–1914), тайного советника, камергера, потомственного члена Палаты лордов, члена Чешского губернского собрания, кавалера ордена Золотого руна, владельца усадьбы Сихров, 6 детей,
- Эрнестина (1862–1935), кавалер ордена Елизаветы, почетная дама Дворянского института в Брно.
- Аглая (1868–1919), вышла замуж в 1892 г. за графа  Фердинанда Винченца Кински фон Вхинитц унд Тетау (1866-1916), тайного советника, камергера, подполковника, высшего камергера императорского двора, кавалера ордена Золотого руна, владельца Гораждёвице и усадьбы Моравски-Крумлов, 7 детей
- Франц Мария (1869-1918), доктор медицинских наук, лейтенант, женился в 1899 г. на Флоренс Эллсворт Хазард (1882- 1960), развод в 1915 году.